# Чайка Микола Кононович
Микола Кононович Чайка (? — 1964, Москва) — український радянський і профспілковий діяч, відповідальний секретар Вінницького окружного комітету КП(б)У. Кандидат у члени ЦК КП(б)У в листопаді 1927 — червні 1930 р.

## Біографія
Член РКП(б) з 1918 року.
Активний учасник громадянської війни на Поділлі. У 1920—1921 роках — заступник голови Подільського губернського революційного комітету (губревкому).
До 1925 року — голова Одеської губернської Спілки робітників комунального господарства.
У 1927—1928 роках — відповідальний секретар Вінницького окружного комітету КП(б)У.
З 1928 року — голова Всеукраїнського комітету Спілки радянських і торгових службовців (радторгслужбовців). Працював на відповідальній господарській роботі в Москві.
Потім — на пенсії у Москві. Помер у листопаді 1964 року.